# Victoria Williamson
Victoria „Vicky“ Williamson (* 15. September 1993 in Hevingham, Norfolk), ehemals verheiratete Victoria Barnes, ist eine ehemalige britische Bahnrad- und jetzige Bobsportlerin. Im Bahnradsport spezialisierte sie sich auf die Kurzzeitdisziplinen und gewann gemeinsam mit Rebecca James 2013 Bronze im Teamsprint bei den UCI-Bahn-Weltmeisterschaften. Im Bobsport ist sie als Anschieberin aktiv.

## Karriere

### Karriere im Radsport
Ihre sportliche Laufbahn begann Victoria Williamson mit Leichtathletik. Durch das britische Programm Girls4Gold kam sie im Alter von 15 Jahren zum Radsport und wurde schon bald in das Olympic Cycling Development Programme aufgenommen. 2010 wurde sie britische Junioren-Meisterin.
2010 wurde Victoria Williamson in Sankt Petersburg Vize-Europameisterin der Junioren. Im Jahr darauf errang sie ebenfalls bei Bahn-Europameisterschaften der Junioren drei Silbermedaillen: im 500-Meter-Zeitfahren, im Sprint und im Teamsprint (gemeinsam mit Jessica Crampton). Im selben Jahr wurde sie im Velodrom von Krylatskoje in Moskau Vize-Weltmeisterin der Junioren im Sprint. 2012 belegte sie bei den Bahn-Europameisterschaften (U23) gemeinsam mit Rebecca James den zweiten Platz im Teamsprint. Bei den britischen Bahn-Meisterschaften wurde sie jeweils Zweite im Zeitfahren sowie im Sprint.
Ab 2013 startete Williamson auch international in der Elite. Bei den Bahn-Weltmeisterschaften im selben Jahr in Minsk gewann sie auf Anhieb ihre erste Medaille in dieser Klasse und belegte gemeinsam mit Rebecca James den dritten Platz im Teamsprint.
Im Januar 2016 startete Victoria Williamson im Keirin-Wettbewerb der Frauen beim Sechstagerennen von Rotterdam. Sie kollidierte dabei mit der Niederländerin Elis Ligtlee, stürzte, brach sich das Becken, mehrere Wirbel und erlitt tiefe Schnittwunden; Ligtlee erlitt eine Gehirnerschütterung und den Bruch eines Wangenknochens. Anschließend wurde das Rennen abgebrochen. Ursprüngliche Befürchtungen, Williamson könnte gelähmt sein, bestätigten sich nicht. Erst im Januar 2017, nach fast einjähriger Rehabilitation, gaben die Ärzte ihre Einwilligung, dass Williamson ihr Radsporttraining wieder aufnehmen könne. Ihr sportliches Ziel war die Teilnahme an den Commonwealth Games 2018 im australischen Gold Coast, das sie aber nicht erreichen konnte.
2019 startete Williamson erstmals nach ihrer schweren Verletzung bei britischen Bahnmeisterschaften und belegte gemeinsam mit Luisa Steele Rang drei im Teamsprint.

### Karriere im Bobsport
Zur Saison 2019/20 wechselte sie vom Bahnradsport zum Bobsport und wurde Anschieberin von Mica McNeill. Ihr Debüt im Bobsport gab sie am 6. Dezember 2019 in Altenberg und bei diesem Wettbewerb belegte das Duo den fünften Platz. Eine Woche später belegten sie am 14. Dezember 2019 beim Rennen in Winterberg gemeinsam den siebten Platz. Von der British Bobsleigh and Skeleton Association wurde Victoria Williamson als Ersatz für die Stammanschieberin Montell Douglas nominiert. In der Saison 2020/21 debütierte sie als Anschieberin im Bob-Weltcup und belegte bei ihren Debüt gemeinsam mit Mica McNeill den 14. Platz auf der Kunsteisbahn Königssee.

## Privates
Im Juli 2017 heiratete Victoria Williamson den britischen Profigolfer Oliver „Ollie“ Barnes und nahm seinen Familiennamen an. Inzwischen ist das Paar getrennt, und Victoria Williamson hat wieder ihren Mädchennamen angenommen.

## Erfolge
2010
- U23-Europameisterschaft – Teamsprint (mit Rebecca James)
- Junioren-Europameisterschaft – Sprint, Keirin

2011
- UCI-Bahn-Weltmeisterschaften der Junioren – 500-m-Zeitfahren
- UCI-Bahn-Weltmeisterschaften der Junioren – Sprint
- U23-Europameisterschaft – Sprint, 500-Meter-Zeitfahren, Teamsprint (mit Jessica Crampton)

2012
- U23-Europameisterschaft – Teamsprint (mit Rebecca James)

2013
- Bahn-Weltmeisterschaften – Teamsprint (mit Rebecca James)
- U23-Europameisterschaft – Teamsprint (mit Rebecca James)

2015
- U23-Europameisterschaft – Teamsprint (mit Katy Marchant)
- U23-Europameisterschaft – Sprint